# Composició digital
La composició digital és el conjunt de tècniques utilitzades en cinema, televisió i en general en mitjans interactius, que permet la creació de complexes imatges digitals a partir de l'organització i ordenació de diverses fonts (com poden ser: vídeo, fotografia, imatges estàtiques o animades en 2D i 3D, fons pintats o text). S'utilitza en processos de postproducció d'efectes visuals i efectes especials, incrustat en els fluxos de treball dels efectes digitals (essent l'últim pas d'un procés que requereix de passes anteriors per a la seva correcta execució). Un dels objectius que persegueix aquest procés és la sensació d'unitat de la imatge resultant.
Gerald Millerson defineix tres tipus de composició digital:
1. Per disseny: és un tipus de composició digital que es genera des de cero i que ofereix llibertat absoluta per a compondre la imatge, de manera que el compositor pot afegir i situar elements en l'escena com i on vulgui. Un exemple és el disseny d'un entorn digital en tres dimensions, en que poden ubicar i col·locar elements podent elegir una perspectiva de càmera totalment lliure.[3]
2. Per disposició: es dona quan poden col·locar-se els personatges o objectes davant la càmera de forma deliberada amb la intenció d'aconseguir un significat o un altre (equilibrar el pes visual d'una imatge separant dos objectes, superposar primer terme i fons per aconseguir un efecte dramàtic, persuasiu, divertit...).[3]
3. Per selecció: es dona quan l'escena ve ja configurada i només poden donar-se opcions derivades de la configuració de la càmera.[3]

## Història
Inicialment aquests efectes es construïen mitjançant l'ús de tècniques òptiques i de laboratori, fet que suposava elevats temps i costs de producció. L'arribada del vídeo suposà l'alliberament de molts d'aquests processos de laboratori, doncs ja era possible realitzar-los amb un senyal electrònic. Tanmateix, més tard, la presència del digital ho revolucionarà tot, permetent la multigeneració sense pèrdues: mentre en l'àmbit analògic cada còpia suposava una pèrdua de qualitat, en el digital es mantenen els paràmetres qualitatius de l'arxiu original (fet que incrementa les possibilitats creatives).
La generalització de les tecnologies digitals permet un increment progressiu de les possibilitats de treball en aquest àmbit (fins i tot en produccions de baix pressupost), fet que en certa manera està inclinant el procés de creació cinematogràfica (per exemple) a favor d'un major pes del procés de postproducció enfront del de producció. De fet, i juntament amb un canvi relativament recent en els fluxos de treball, aquest procés ha duit a la composició digital a convertir-se en un element fonamental en la creació de gran part de la producció cinematogràfica.

## Gestió del color
La gestió del color (o sigui, la conversió controlada entre les representacions de color de varis dispositius, com escàners, pantalles de TV, filmadores, premses offset i mitjans similars) és un aspecte fonamental i determinant en el procés (flux de treball) de composició digital, doncs en aquest és bàsic el coneixement sobre els espais de color i sobre els seus diferents sistemes.

### Espai de color i gamma de color

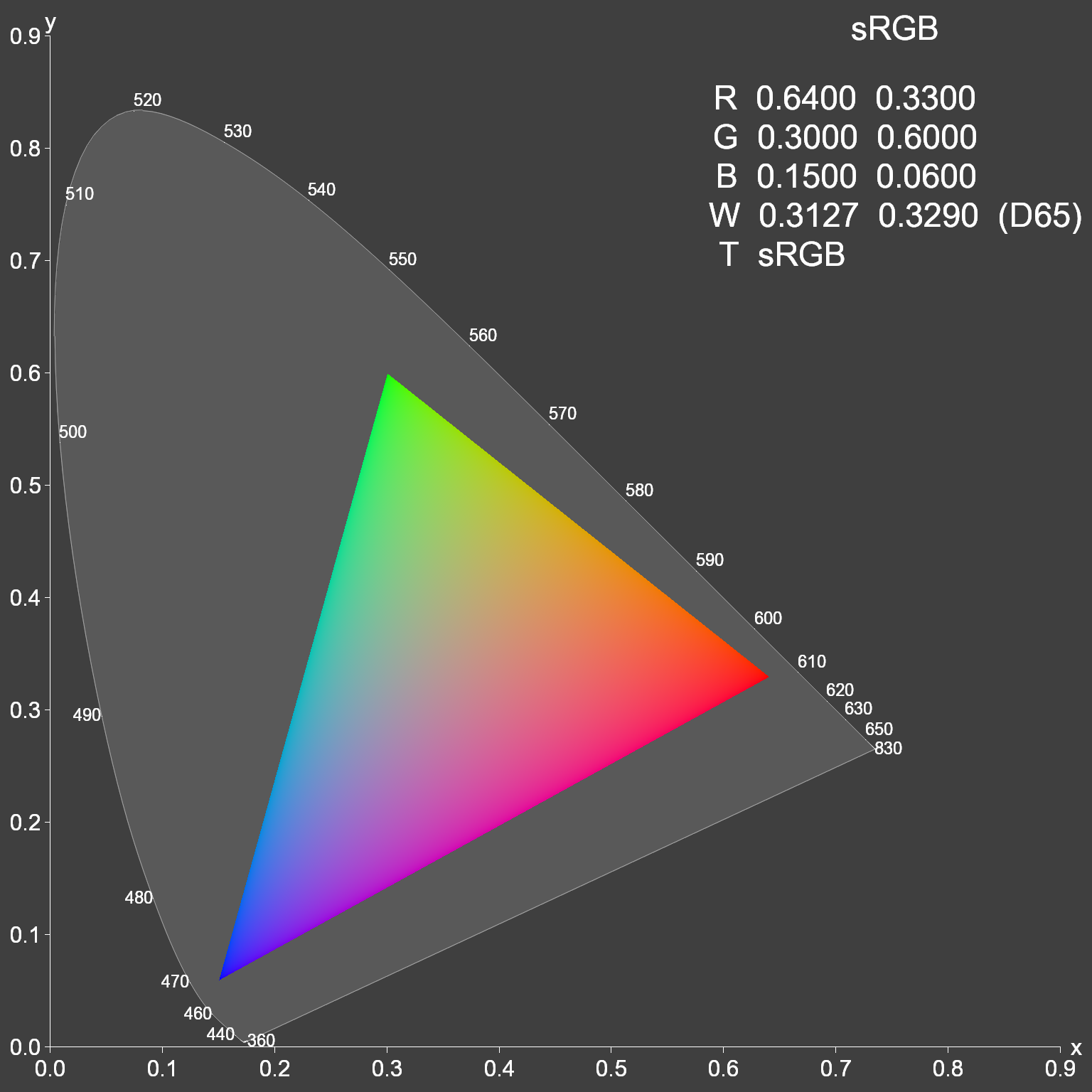
Gamma de color sRGB.

Essent necessària la sistematització en el treball en la representació de colors, qualsevol sistema de representació d'imatges comprèn un (o més) espai de color específic (podent-se entendre aquests com la representació del color en un espai en tres dimensions), essent el CIEXYZ el més conegut (mentre que altres exemples serien: RGB, YUV, YCbCr o CMYK). Estretament relacionat amb aquest concepte es troba el gamut o gamma de color, és a dir, la proporció de l'espai de color que pot representar-se en un dispositiu (com seria una càmera o un monitor) o procés (com una senyal de televisió), fruit de les limitacions físiques d'aquests, que poden impedir la representació de la gamma sencera de l'espai de color. Són exemples de gamut (pertanyents a diferents espais de color) sRGB, Adobe RGB o rec.709. Per tant, tot i la simplificació del llenguatge que habitualment es produeix en el software audiovisual per motius d'utilitat, espai de color i gamma de color no són el mateix.
L'espai de color en el que es treballi (o que contengui el material utilitzat) i la gamma de color dels dispositius i hardware amb què es fa feina (un monitor, una càmera...) són dos condicionants fonamentals en el tractament del color del treball en qüestió.

### Rang dinàmic
Article principal: Rang dinàmic.

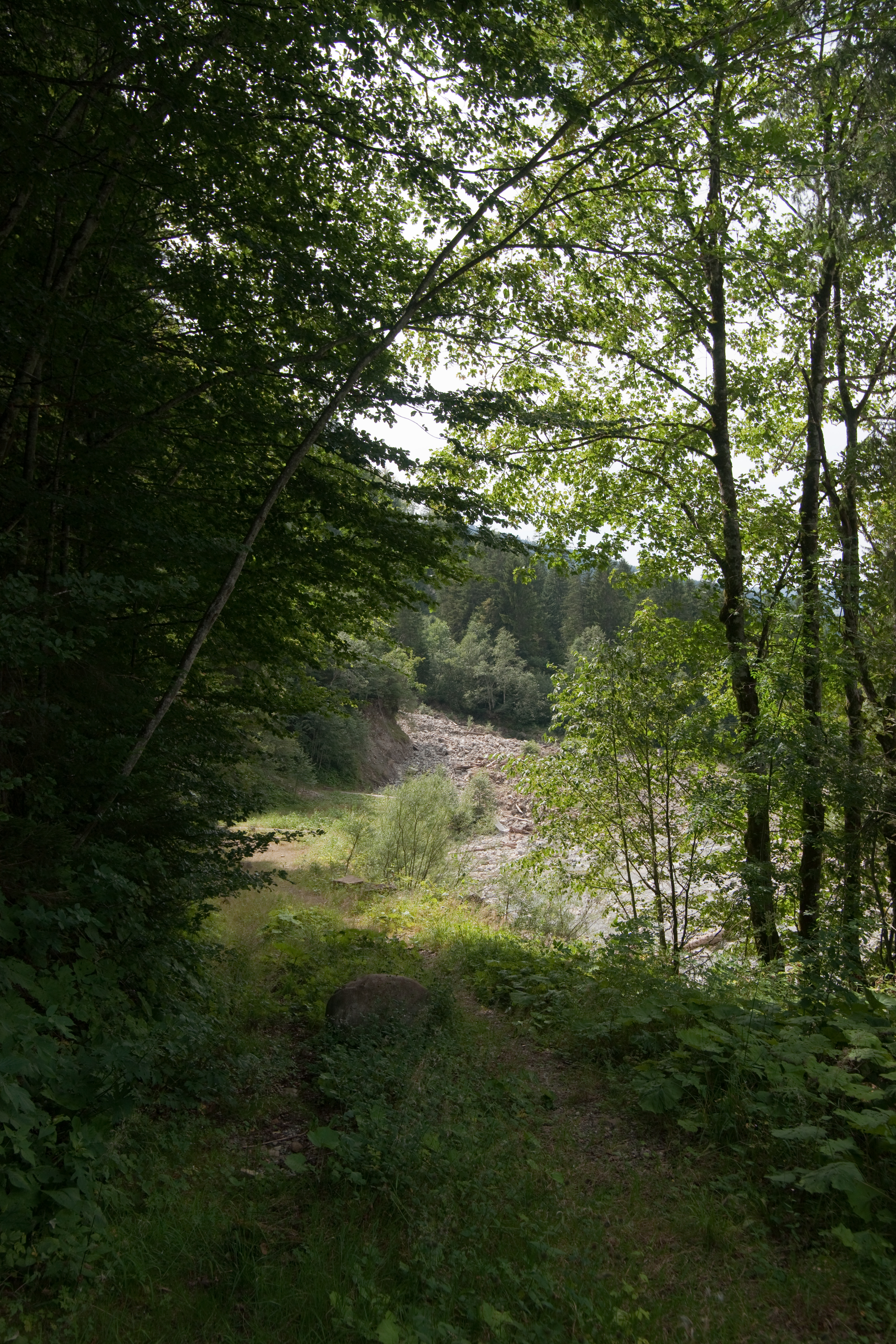
Escena amb un alt rang dinàmic.

S'entén el concepte de rang dinàmic com la màxima capacitat de captació (i representació) que té un dispositiu per exposar una escena amb diferents nivells d'intensitat lumínica (fet que en fotografia es mesura en stops: per exemple, una càmera amb 12 stops de rang dinàmic pot sobreexposar i subexposar 6 passos sense deixar de captar informació).
Enfront del comportament lineal de la llum, l'ull humà (similarment a com responen les pel·lícules fotoquímiques, tot i que aquestes ho facin en un rang dinàmic inferior) respon de forma logarítmica (és el que s'anomena percepció logarítmica). És a dir, que la resposta humana al fenomen de la llum no és lineal sinó corbada, i aquesta corba de resposta és logarítmica, de manera que el fet d'augmentar, per exemple, un 100% la llum física, no implica que l'ull humà en percebi el doble. Però les càmeres de cinema digitals responen a la llum d'una forma lineal, o sigui, en relació directa amb la llum física del món real.
Per tant, depenent del format dels arxius, es treballarà amb espais de color lineals o logarítmics. Aquests són una sèrie d'exemples d'aquest fenomen:
- Un arxiu raw té un espai de color lineal (doncs la seva informació prové d'un sensor digital amb resposta lineal a la llum del món real), tot i que se li puguin aplicar corbes logarítmiques.
- Un arxiu codificat per ser transmès en televisió té un espai de color logarítmic, rec.709 (dissenyat per explotar al màxim les possibilitats de l'espai de color de la televisió).

### Gamma
El gamma s'utilitza per a intentar aconseguir la millor visualització d'un fitxer tenint en compte, per una banda, els límits de la tecnologia audiovisual (monitors, càmeres...) i, per l'altra, la gran diversitat i quantitat de formats digitals existents. Els sensors digitals, en captar la llum de forma lineal, obtenen un espectre de llum que ni monitors ni l'ull humà (per exemple) són capaços de transmetre ni captar, respectivament. Així, el gamma s'utilitza per comprimir aquestes imatges lineals a l'espectre lumínic que pot percebre l'ull humà. El fet que cada fabricant de càmeres disposi d'una o vàries curves de gamma propicia un gran ventall d'alternatives en aquest aspecte.
Steve Wright distingeix entre tres tipus diferents de gamma:
1. Gamma del monitor: és un valor sempre fix, donat que la naturalesa del monitor no permet una curva de resposta lineal. Tot i que Wright estructurés les seves idees entorn d'un monitor amb gamma 2.5 (per monitors CRT), avui en dia les tecnologies permeten monitors LED, TFT o LCD que resten importància a aquest valor. Tanmateix, el concepte de gamma segueix tenint la seva importància i influència en la visualització a través d'una pantalla.
2. Correcció de gamma: és el valor a través del qual s'endreça la gamma del monitor. Així es pot visualitzar de forma correcta la imatge a través de la pantalla.
3. Gamma resultant o residual: pot definir-se com la diferència entre el gamma del monitor i la correcció de gamma que se li aplica.

Un altre aspecte a tenir en compte és l'espai de color en que s'inscriu, doncs els programes de composició digital normalment estan configurats per visualitzar imatges lineals en monitors i pantalles no lineals, de manera que certes mescles d'elements lineals i no lineals requereixen una correcció de gamma inversa per a una visualització correcta de la imatge.
Perquè totes les imatges procedents de diferents fonts s'integrin i es constitueixin en una sola i nova imatge és necessària, doncs, una igualació del gamma (tenint en compte tots els factors mencionats) dels diferents materials per tal que es complementin dins unes mateixes perspectives de color.

### Lookup Table(també anomenatLUT, "taula de consulta" en català)
Article principal: Lookup table.
Les LUT o taules de consulta serviran per modificar l'aspecte final d'un arxiu d'imatge o vídeo (modificant-se els valors de crominància i de lluminositat), en relació als seus valors originals (de manera que funcionarà de manera diferent en diferents característiques d'imatges) i als de la taula. Aquest aspecte, doncs, pot resultar decisiu en composició digital (per exemple, per incorporar cert aspecte a una escena determinada), fet pel qual gran part del software destinat a aquesta aplicació suporta les LUT. Es fa necessari jutjar la composició amb els valors finals que podria tenir un pla sobre el que s'està treballant, propòsit pel qual pot servir el LUT oferint una idea aproximada de les característiques de crominància i lluminància que tendrà la producció en aplicar-se a la correcció de color final.

## Formats
Seleccionar els formats i còdec a utilitzar (sempre que es treballi en imatges digitals) en el flux de treball, en la fase de preproducció, és fonamental per evitar pèrdues de qualitat. Un format de vídeo té diversos components, bàsicament: el contenidor i la codificació. Els aspectes del format que influiran en el treball de composició digital són la codificació, la profunditat de color, la resolució (també anomenada mida del quadre) i el submostreig.

### Codificació
La codificació (el fet de comprimir la informació d'una determinada manera, de manera que es redueix la capacitat necessària d'emmagatzemament i que es disminueixen les taxes de transferència per a llegir/escriure les imatges) és un aspecte bàsic a tenir en compte en composició digital, doncs d'ella dependrà un factor significatiu del resultat final com és la qualitat de la imatge. Determinada la capacitat dels recursos de què es disposen, la codificació serà:
- Sense pèrdues, de manera que la compressió i descompressió de l'arxiu no generen una disminució de les prestacions de la imatge: la compressió i descompressió de la imatge tenen com a resultat un arxiu idèntic a l'original podent-se produir aquest procés infinites vegades, però amb l'inconvenient que les taxes de compressió són bastant baixes[6] (doncs sols es manipula, mitjançant operacions matemàtiques, la informació d'una altra manera per aconseguir reduir el pes de l'arxiu mentre que es mantinguin les seves prestacions al màxim).[1]
- Amb pèrdues, que reduirà la qualitat de la imatge, eliminant la informació que menys important es considera per llegir una imatge, però que permetrà taxes de compressió més altes.[6] La pèrdua de qualitat i d'informació variarà segons el còdec usat, de manera que aquest serà determinant en el resultat final.[1]

### Profunditat de color
Article principal: Profunditat de color.
La profunditat de color (o de bit) és el nombre de bits d'informació de què disposa un determinat format en els tres canals de color (verd, vermell i blau). A major profunditat de color, per tant, es pot representar una diversitat més àmplia de colors. La profunditat de color d'un format de vídeo, doncs, expressa la quantitat d'informació de l'arxiu.
En composició digital aquest aspecte cobra importància en processos com:
- L'ús del croma: els algoritmes usats en la generació d'aquest efecte (per separar, doncs, la imatge del fons) depenen de les diferències de colors, de manera que el resultat de la màscara serà més precís com més informació (major profunditat de color) tingui a l'abast l'algoritme.[1]

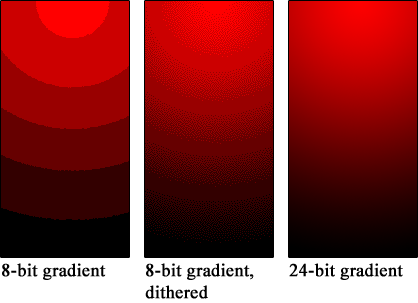
Efecte de bandes de color que pot aparèixer amb profunditats de color reduïdes.

- L'aparició de bandejats (és a dir, una deformació del color digital) que es dona en haver-hi una transició de colors amb una profunditat de color reduïda. Aquest fenomen succeeix en els degradats, generant línies en aquests.[1]

Les profunditats de color més habituals són:
- 8 bits: permet la reproducció de 256 colors per píxel, el que es tradueix en uns 16,78 milions de colors possibles.
- 16 bits: permet la reproducció de 65,536 colors per píxel, o sigui, uns 281 trilions de colors possibles.
- 32 bits: permet la reproducció de 4,29 trilions de colors per píxel, és a dir 7,95×1028 colors possibles.

### Resolució
En aquest cas la importància recau en la resolució de cada fotograma d'un vídeo, és a dir, en el seu nombre de píxels en amplada i en altura. Tot i la gran diversitat de resolucions que hi ha, existeixen una sèrie de resolucions més o menys estandarditzades que s'apliquen en la indústria segons l'àmbit d'exposició del producte audiovisual:
- SD ("Standard Definition"): amb una resolució de 576x720, aquesta família de formats es constituïren en un estàndard en els primers anys de la televisió digital. En el sistema PAL de televisió (derivat del sistema NTSC originat als Estats Units d'Amèrica), amb un relació d'aspecte de píxels de 1,09 per al 4:3 i un de 1,46 per al 16:19 (essent, doncs, els píxels rectangulars).
- NTSC: 720x408 píxels amb una relació d'aspecte de píxels de 0, 91 per al 4:3 i d'1,21 per al 16:9.

- S'estandarditzen i homogeneïtzen els formats arrel de la introducció de l'alta definició (anomenada HD, que té una resolució de 1270x720 píxels): a partir d'ara la relació d'aspecte de píxels serà sempre 1.
- FHD, de l'anglès "full HD": 1920x1080 píxels.
- Ultra HD: 3840x2160 píxels.

Pel que fa al cinema, es destaquen dues resolucions com les més estandarditzades:
- 2 k: 2048x1556 píxels.
- 4 k: 4096x3112 píxels. És el format que s'ha imposat en les càmeres de cinema digital, ja que ofereix una bona qualitat quant a resolució sense que això impliqui la necessitat de grans capacitats d'emmagatzematge.

Tot i aquestes mides estàndards, un treball en composició digital pot comportar el tractament de vídeos amb una mida de quadre variada (per exemple perquè els sensors de les càmeres disposen de diverses resolucions). En són exemples les resolucions 6k i 8k.

### Submostreig de color ("subsampling")
Article principal: Submostreig de la croma.

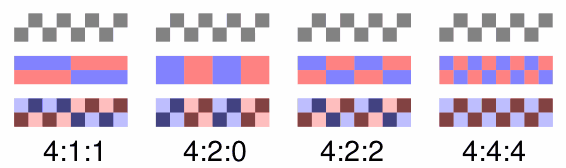
Exemple de com l'actuació del submostreig elimina informació de la crominància d'un arxiu.

Amb la necessitat de comprimir una la senyal de vídeo (que en principi pesa molt i conté informació de color redundant), és necessari el seu mostreig, doncs es disposa d'una amplada de banda limitada. El que s'efectua, amb aquest objectiu, és una supressió d'una gran part de la informació de la crominància. Així, es fa prevaldre la informació de la luminància, a la qual l'ull humà és més sensible. És important que cada format de vídeo senyali el seu submostreig, doncs aquest suposa un límit a tenir en compte a l'hora de tractar la informació de color dels arxius, limitant per tant el tractament de les imatges en postproducció.
Sol representar-se amb una matriu del format n:n:n (en que la primera xifra fa referència a la luminància i les altres dues a la crominància). S'usa com a màxim el 4 (que indica nul·la compressió) i com a mínim el 0 (màxima compressió). En els fluxos de treball de la composició digital, és usual una necessitat de transcodificar materials: la qualitat de la producció serà major com menys degradat estigui el material.

### Formats d'arxiu
En l'àmbit professional de la composició digital, els principals formats de treball són:
- DNG: per treballar en arxius d'extensió raw.[1]
- OpenEXR: tant en profunditat de 16 bits com de 32 bits, amb coma flotant. Treballa amb espais de colors lineals i permet la manipulació multicanal per a cada arxiu. Acostuma a manejar mides d'arxius grans[1] i permet diversos tipus de compressió (tant amb com sense pèrdues: RLE, zip, PIZ, PXR24, B44, B44A, DWAA i DWAB). Permet rangs dinàmics de més de 30 passos d'exposició.
- DPX: nascut per emmagatzemar arxius Cineon de Kodak, que s'utilitzaven per a la digitalització de les pel·lícules de 35mm, s'ha convertit en un dels formats estàndard més comuns per al treball en vídeo digital.[1] S'usa habitualment amb l'objectiu de representar la densitat de cada canal de color d'un negatiu escanejat en una imatge "logarítmica" sense comprimir.

## Tècniques i processos utilitzats en composició digital
Les tècniques i processos utilitzades comunament en els fluxos de treball (i que és previsible que vagin superant-se ràpidament en una indústria creixent i en desenvolupament com és la de la composició digital) són:
- Canal Alfa: és un quart canal (que es suma als RGB) que conté informació sobre l'opacitat de cada píxel que conté una imatge. Per tant, no conté informació de color. En composició digital és clau en la mescla d'imatges: es determinarà en valors de 0 (transparent) i 1 (opac), de manera que permetrà al compositor el joc amb les semitransparències d'una imatge.[1]
- Màscares: amb l'ús del canal alfa, les màscares permeten combinar imatges amb parts transparents, opaques i semitransparents.[1]
- Clau de color (chroma key en anglès): consistent en separar una imatge d'un fons monocromàtic (sovint verd o blau), s'usa amb l'objectiu d'aconseguir una màscara per a la composició d'un pla, quedant en transparència la gamma tonal desitjada (el fons) finalitzada la postproducció.[1]
- Rotoscòpia: procés d'emmascarament fotograma per fotograma, usada sovint en situacions en què no pot usar-se el croma. Els avanços en software han facilitat aquesta feina amb programes que permeten el seguiment d'objectes amb significant fidelitat, tot i no aconseguir una precisió absoluta.[1]
- Seguiment d'objectes (tracking en anglès):[1] seguiment d'un píxel o un conjunt d'aquests que permet calcular el seu moviment al llarg del temps. La informació que aporta també permet determinar el moviment de la càmera durant el rodatge. Pot usar-se per estabilitzar un pla, incorporar objectes digitals o sincronitzar un matte painting amb una imatge rodada. En composició digital, és fonamental per a integrar efectes digitals, de manera que els objectes no semblin aliens a l'escenari.[1]
- CGI: creació i modelació 3D d'objectes, escenaris i personatges que no poden filmar-se en el món real, de forma poligonal. Seran rellevants la il·luminació i la posició de la càmera des d'on es veurà l'element en qüestió. Per tant, s'imita en certa manera un set de rodatge complet; de fet l'objectiu serà fer parèixer que l'element en qüestió era al set de rodatge real. Una vegada renderitzats els elements, passa a tenir-se una reproducció en 2D de l'objecte 3D. Per tal de poder seguir manipulant aquesta imatge, el motor de rennderització genera vàries capes amb informació diferent: reflexes especulars, color, refracció dels materials, profunditat, il·luminació penetrant, ombres i opacitat (canal alfa).

## Programari de composició digital

### Programari multicapa
Es basa en la distribució dels elements en capes, de manera que cada element (o grup d'elements) que entri en la composició constitueixi una capa. Aquests tipus de programes solen estructurar-se en 3 parts: una línia de temps on es distribueixen les capes, un visor des d'on pot previsualitzar-se la composició i els panells de propietats que permeten la modificació dels diferents elements. És clau l'ordre de les capes, ja que la seva situació (en altura) en la línia de temps es traduirà en una posició en el visor (en profunditat): com més amunt estigui en la línia de temps, més endavant estirà en relació amb els altres elements.
Aquesta estructura permet el tractament de cada capa per separat (podent-se configurar aspectes com la forma, el color o la il·luminació), així com la combinació i mescla d'elements, per obtenir complexes composicions, amb altes possibilitats creatives.

### Programari per nodes
Igual que el software multicapa, el software per nodes disposa també de panells de propietats i d'un visor per previsualitzar la composició digital. La gran diferència és que la línia de temps no està organitzada en capes, sinó en nodes: cada element i efecte aplicat constituirà un node. Així, es parteix de la idea de compondre basant-se en un diagrama d'arbre, en que cada element va situant-se amb lògica piramidal. Cada node disposa d'una o vàries informacions d'entrada ("inputs") i de sortida ("outputs"), de mode que mitjançant aquest procediment d'entrada/sortida va dissenyant-se un arbre distribuint els elements. Així doncs, s'ordena la informació d'un mode molt visual i esquemàtic, similar al que podria ser un diagrama de flux de treball. Actualment, aquest tipus de programari és el més usat en la realització d'efectes especials en cinema.

### Exemples de programari de composició digital
- Adobe After Effects[7]
- Natron[8]
- Nuke[9]
- Fusion[10]
- Flame[11]
- Blender[10]
- Autodesk Combustion